# Yesugei
Yesugei (Yesuqeï) fou el pare de Genguis Kan (vers 1100-1167)
La tradició, recollida a la "Història secreta" (1240) el fa fill de Bartan Bator, el segon fill de Qabul kan
Barthold posa en dubte aquesta genealogia, però la "Història Secreta" ho assegura i en opinió de Grousset és molt improbable que un llibre escrit vers el 1240 inventés fets relativament recents. En tot cas Yesugeï no fou mai kan ni kagan, únicament cap del clan o ulus qiyat amb el títol modest de ba'atur o bagadur. Com tots els mongols va combatre contra els tàtars, enemics hereditaris dels mongols.
Va ajudar a un pretendent de la tribu kerait, de nom Togrul, a triomfar contra el seu rival Gur khan (oncle de Togrul) i anys després aquest Togrul va ajudar Genguis Kan; també va arrabassar a un cap dels markit a una noia de nom Oelun, amb la qual es va casar i fou la mare de Temudjin (Genguis Kan).
Abans de morir va negociar l'enllaç de Temudjin amb la filla d'un cap dels kongirat. El 1167 Yesugeï fou enverinat per un emissari tàtar, durant un banquet a l'estepa.